# Виникнення життя на Землі
Виникнення життя на Землі — подія чи процес, що відбувся між 4,4 та 3,6 млрд років тому та зумовив появу живих істот на планеті Земля і початок біологічної еволюції. Механізми виникнення життя вивчаються на стику наук фізичної хімії, нерівноважної термодинаміки, молекулярної біології. Науковці дискутують, чи життя на Землі виникло автономно, шляхом перетворень хімічних речовин, які існували на той час на Землі (абіогенез), чи життя виникло деінде у Всесвіті (або ж існувало вічно) і з'явилося на Землі внаслідок переносу з інших частин Всесвіту (панспермія). Більшість спеціалістів у галузі схиляється до абіогенезу на Землі, проте панспермія має своїх прихильників (зокрема таких відомих, як Володимир Вернадський, Френсіс Крік, Фред Хойл, Чандра Вікрамасінг тощо).
Виникнення органічних сполук без участі живої матерії називається абіотичним процесом на відміну від біотичого процесу — виникнення органічних сполук у живій клітині.

## Умови на давній Землі
Згідно з астрономічними та геологічними даними вік Землі становить приблизно 4,4 — 5 млрд років. Поверхня планети була, напевно, голою і нерівною, оскільки на ній внаслідок вулканічної активності, переміщень і стиснень кори, викликаної охолодженням, відбувалося утворення складок і розривів.
Первинна атмосфера була, вочевидь, відновною, про що свідчить наявність у давніх породах металів у відновленій формі (наприклад, двовалентного заліза). Молодші породи містять метали вже в окисленій формі (Fe3+). Лабораторні досліди свідчать про те, що органічні речовини (основа життя) набагато легше утворюються у збідненій киснем атмосфері.
Органічні сполуки утворюються з діоксиду вуглецю та води у процесі фотосинтезу. У газах первинної атмосфери під впливом радіоактивного випромінювання та інтенсивних атмосферних розрядів могли відбуватися реакції типу.
{\displaystyle {\text{Метан + Аміак + Вода}}\quad {\overset {\text{Радіоактивне випромінювання}}{\underset {\text{Електричні розряди}}{\longrightarrow }}}\quad {\text{Амінокислоти}}}

## Панспермія
Панспермі́я — космогонічна гіпотеза про появу життя на Землі внаслідок перенесення з інших планет якихось «зародків життя». 
Була висунута німецьким ученим Германом Ріхтером у 1865 році і підтримана Германом Гельмгольцем і Сванте Арреніусом.
За гіпотезою панспермії, розсіяні в космосі зародки життя (наприклад, спори мікроорганізмів) переносяться з одного небесного тіла на інше з метеоритами або під дією тиску світла. За допомогою панспермії пояснювали і появу життя на Землі. Після відкриття космічних променів і з'ясування дії радіації на біологічні об'єкти позиція гіпотези вельми ослабла, а з застосування генетичних методів дослідження живих організмів стала вважатись псевдонауковою.

## Гіпотеза Опаріна-Холдейна
1923 року О. І. Опарін, виходячи з теоретичних міркувань, запропонував гіпотезу, що органічні речовини, можливо вуглеводні, могли утворюватися в океані з простіших сполук. Енергію для цих процесів постачала інтенсивна сонячна радіація, головним чином ультрафіолетове випромінювання, що потрапляло на Землю до того, як утворився озоновий шар, який зараз затримує основну його частину. На думку Опаріна, різноманітність простих сполук, що були в океанах, площа поверхні Землі, доступність енергії й масштаби часу дозволяють припустити, що в океанах поступово накопичилися органічні речовини й утворився первісний бульйон. У такому первісному бульйоні, на його думку, могло виникнути життя.
1953 року Стенлі Міллер у низці експериментів моделював умови, що існували на первісній Землі (див. Експеримент Міллера—Юрі). У створеній установці йому вдалося синтезувати багато речовин, що мають важливе біологічне значення, зокрема, кілька амінокислот, аденін і простий цукор, такий як рибоза. Після цього Орджел з Інституту Солка в схожому експерименті синтезував нуклеотидні ланцюги довжиною шість мономерних одиниць (прості нуклеїнові кислоти).
Утворення подібних сполук у природі є досить очікуваним. Амінокислота гліцин (складова частина білків) має досить просту формулу: C2H5NO2. Тому навіть у місячному ґрунті та метеоритах Оргейл, Муррей та Мерчисон було виявлено амінокислоти: гліцин, глутамін, аланін, аспаргін, серин. Однак у жодному з дослідів Міллера та інших дослідників не вдавалось одночасно синтезувати всі 20 амінокислот, які є в живих організмах.[джерело?] Крім цього, концентрація амінокислот у бульйоні була все ж занадто малою (близько 2%)[джерело?]. У випадку, якби ці реакції відбувались у невеликій водоймі, цим речовинам загрожувало би звичайне розсіяння.
Також слід відзначити, що умови, за яких Стенлі Міллер проводив свої досліди, все ж були досить відмінними від природних. Наприклад, у дослідах Міллера об'єм газів піддавався дії електричних розрядів протягом тижня. Це означає, що тривалість контакту газів із електричним розрядом було перевищено у мільйони разів порівняно з блискавкою.
Пізніше виникло припущення, що в первинній атмосфері у відносно високій концентрації містився двоокис вуглецю. Недавні експерименти, проведені з використанням установки Міллера, в яку вмістили суміш CO2 і H2O, і тільки слідові кількості інших газів, дали такі ж результати, які отримав Міллер. Теорія Опаріна отримала широке визнання, але вона не дає відповідь на питання, як саме відбувся перехід від складних органічних речовин до простих живих організмів. У цьому аспекті теорія біохімічної еволюції подає загальну схему, прийнятну для більшості біологів.
Опарін вважав, що вирішальна роль у перетворенні неживого в живе належала білкам. Завдяки амфотерності білків вони можуть утворювати колоїдні гідрофільні комплекси — притягати до себе молекули води, які створюють навколо них оболонку. Ці комплекси можуть відокремлюватися від водної фази, в якій вони перебувають, у вигляді суспензії й утворювати емульсію. Злиття таких комплексів один із одним призводить до відділення колоїдів від середовища — процес, званий коацервацією. Багаті на колоїди коацервати, можливо, були здатні до обміну речовинами з навколишнім середовищем і вибірково нагромаджували різні сполуки, особливо кристалоїди. Колоїдний склад коацерватів, вочевидь, залежав від складу середовища. Різноманітність складу «бульйону» в різних місцях вела до відмінностей у складі коацерватів і постачала таким чином сировину для біохімічного природного добору.
Припускається, що в самих коацерватах речовини вступали в подальші хімічні реакції. При цьому відбувалося поглинання коацерватами іонів металів й утворення ферментів. На межі між коацерватами й середовищем «шикувалися» молекули ліпідів, що призводило до утворення примітивної клітинної мембрани, яка забезпечувала коацерватам стабільність. Внаслідок включення в коацерват первинної молекули, здатної до самовідтворення, і внутрішньої перебудови вкритого ліпідною оболонкою коацервата, могла виникнути первинна клітина. Збільшення розмірів коацерватів і їхня фрагментація, вели до утворення ідентичних коацерватів, які могли б поглинати більше компонентів середовища. Така послідовність подій призвела би до появи примітивного самовідтворюваного гетеротрофного організму, який харчувався органічними речовинами первинного бульйону.
Цю гіпотезу походження життя визнають вчені, але у деяких вона викликає сумніви через велику кількість припущень. Астроном Фред Хойл висловив думку, що гіпотеза «так само безглузда й неправдоподібна, як твердження, що ураган, який пронісся над смітником, може привести до побудови Боїнга-747».
Найскладніший момент цієї теорії — пояснити, як виникла здатність живих систем до самовідтворення. Гіпотези із цього питання у рамках наведеної теорії малопереконливі.

## Гіпотеза РНК-світу
Ця гіпотеза полягає у припущенні, що попередниками живих клітин були молекули РНК, а не білки.
Важливим для розвитку цієї теорії є відкриття явища самореплікації (самовідтворення) молекул РНК. Вважається, що шляхом самореплікації молекули РНК еволюціонували до складніших клітинних утворень.
На думку автора, головною проблемою гіпотези є перехід від світу РНК до сучасного світу з його генетично контрольованим біосинтезом білків. 
Також проблемою є синтез в абіотичних умовах довгих молекул РНК. До 2014 року максимум довжини синтезованих в умовах пре-біотичної Землі були довжини РНК у 50 нуклеотидів. Натомість РНК, що здатна до самореплікації, була отримана і мала довжину у 209 нуклеотидів